# Asszíria
Asszíria ókori történelmi régió Észak-Mezopotámiában, a  Tigris és az Eufrátesz felső szakasza között. Asszíria Assur városáról (rajta keresztül pedig Assur istenről) kapta nevét, mely az itt kialakuló asszír államok egyik legfontosabb városa, és hosszú ideig fővárosa volt. Az i. e. 3. évezred közepétől ismert, és i. e. 612-ig jórészt független államként állt fenn. Óriási jelentősége volt az egész közel-keleti térség történelmének alakulásában. Ma Irak része.

## Földrajza
Asszíria legfontosabb folyója a Tigris, illetve annak mellékfolyója, a Felső-Záb volt. Éghajlata miatt nem volt szükség öntözéses földművelésre, elegendő csapadék esett a mezőgazdaság fenntartásához. Ezen a területen feküdt minden asszír főváros: az ősi Assur, Kalhu, Ninive és a rövid ideig használt Kár-Tukulti-Ninurta és Dúr-Sarrukín.

## Története

### Óasszír kor
A legkorábbi időkben Assur városában és környékén egy akkád nyelvű népesség élt, akiknek a nyelve az idők folyamán fokozatosan az egyik nagy dialektussá alakult a babilóniai mellett. Az asszír archaikumról keveset tudni, nomád állattenyésztő törzsek voltak, akik talán sémi–hurri alapnyelvet beszéltek, de a nyelvészek szerint maga az Assur név sem vezethető le ezekből. A nomadizáló idők végén a környező hegyekből ereszkedtek le, épp úgy tisztelték és őshazájuknak tekintették a hegyvidéket, mint a sumerek. Ebből az ismeretlen alapból a sémi amorita vándorlás után jött létre az óakkád nyelv tigrisi dialektusa.
Az óasszír korról az i. e. 2. évezred elejétől az i. e. 18. század közepéig beszélhetünk, de hiba lenne Óasszír Birodalmat vagy Asszír Óbirodalmat emlegetni, mivel ebben az időben (óasszír kereskedelem kora) Assur zömmel kereskedéssel foglalkozó lakói csak gazdasági szempontból játszottak domináns szerepet a Közel-Keleten, összekötve Mezopotámia délebbi régióit Anatóliával. A királyi hatalom ekkor névleges volt. Csak az amorita I. Samsi-Adad (i. e. 19. század) nevéhez köthetünk nagyobb hódításokat. Ezeket azonban nem tagozták be, ráadásul nem sokkal a hódító halála után elvesztek Assur számára. Nem beszélhetünk tehát birodalmiságról. Maguk az asszír uralkodók is csak hercegi címet viseltek (rabá um), a királyit (lugal) nem vették fel.
Az ezt követő időszakban Assur és vidéke az Óbabiloni Birodalom vazallusa, majd a hurri Mitanni alattvalója lett. Anatóliában is megszerveződött a Hettita Birodalom, így a kereskedelmi dominanciát soha többé nem lehetett kiépíteni.

### Középasszír Birodalom
Az asszírok újbóli felemelkedésére a Hettita Újbirodalom kialakulásával és Mitanni széthullásával párhuzamosan került sor. Az i. e. 14. században I. Assur-uballit vetette le a hurrik igáját Asszíriáról, sőt olyan győzelmeket aratott Mitanni felett, hogy a térségben a hettitáknak kellett beavatkozni. Utódai alatt jelentős hódítások történtek. Ezúttal valóban birodalom jött létre. A fénykor az i. e. 13. század volt, erre az időszakra tehető I. Adad-nirári, I. Sulmánu-asarídu és I. Tukulti-Ninurta tevékenysége. I. Tukulti-apil-ésarra alatt Asszíria nagyhatalom lett, de nem bizonyult szilárdnak. Ezt követően trónviszályok ingatták meg a birodalmat, s végül az arameusok támadásainak nem tudott ellenállni. I. Nabú-kudurri-uszur (IV. babiloni dinasztia) babiloni király átmenetileg kiterjesztette a befolyását Asszíriára (i. e. 1140-1120). Ekkoriban a tengeri népek vándorlásai tönkretették a bronzkori világkereskedelmet és meggyengítették Egyiptomot, a muskik megdöntötték a Hettita Birodalmat, az arámiak pedig elárasztották a Közel-Keletet. Mindebből az asszír területek kimaradtak, csak közvetett hatásaikat érzékelték. I. Tukulti-apil-ésarra nyugati hódításai (elért a Földközi-tengerig) révén a magterületek érintetlenül maradtak asszír kézben az elkövetkező zűrzavaros időszakban is. Erősebb vasfegyvereiknek és fejlett haditechnikájuknak köszönhetően az asszírok i. e. 1100 táján már a Földközi-tengertől a kelet-törökországi Van-tóig terjedő terület birtokosai. A vas fokozott fölhasználása erősíti az asszír hadsereg fölszerelését. Ennek érdekében az asszír királyok a meghódított népektől az adót vasban szedték be. Katonai sikereiket a hadviselésben bevezetett újítások alapozták meg: utászalakulatokat és hatalmas ostromgépeket vetnek be a megerősített városok ellen. Az asszír királyok magukat istenük Assur (vagy a sumer Enlil) helytartójának tartották. Kötelességüknek érezték Assur isten világuralmáért harcolni, így állandó hadjárataik vallásos igazolást nyertek. A királyok időről időre úgynevezett istenleveleket fogalmaztak, melyekben elszámoltak istenüknek arról, mit tettek dicsősége érdekében. A hettiták államának bukása után keletkezett hatalmi vákuum kedvezett az asszírok terjeszkedési törekvéseinek, melyek többek között a kereskedelmi utak biztosítását is szolgálták.

### Újasszír Birodalom

Asszíria terjeszkedése

Az i. e. 10. században új felemelkedés kezdődött Asszíria számára. A középasszír korból örökölt militarista szellemiség jegyében új hódítások indultak. Az i. e. 9. században II. Assur-nászir-apli reformokat hajtott végre a hadseregben és a közigazgatásban, ám ezek nem váltották be a hozzájuk fűzött reményeket, sőt az i. e. 8. század első felében jelentkező válságnak részben okaiul szolgáltak. Ennek kézzelfogható jele volt a karkari csata, amelyet ugyan győzelemként ír le III. Sulmánu-asarídu sztéléje, de nem valószínű, hogy ténylegesen is az lett volna. Végül III. Tukulti-apil-ésarra idején stabilizálódott a helyzet, és utódai, II. Sarrukín, Szín-ahhé-eríba és Assur-bán-apli minden irányba terjeszkedtek és győzelmeket arattak. Az Újasszír Birodalom magába olvasztotta Babilóniát, Szíriát és Kánaánt, egy időre meghódította Egyiptomot, kiiktatta Urartut és Elámot – azaz a kor vetélytárs nélküli szuperhatalmává vált.
Bukása mégis rohamos gyorsasággal következett be. A folyton lázongó Egyiptomot már nem lehetett tartani, Elám megszűntével az iráni népek akadálytalanul törhettek nyugatra, Urartu végzetes meggyengülése pedig a szkíták és kimmerek számára nyitott zöld utat. A lakosság emellett folyamatosan lázongott, elsősorban a nagy történelemmel és kultúrával rendelkező, alárendelt de mégis bálványozott Babilóniában, ahol számos kháld vetette meg a lábát. Az arámi vándorlást követően a nomád arabok is megjelentek a térségben, gátolva a rendezett kereskedelmet. Az oly gyakran alkalmazott deportáció már nem segíthetett. Az utolsó évei során trónviszályban meggyengült Asszíriát az Újbabiloni Birodalom és az iráni médek kényszerítették térdre. Ezt követően sosem éledt újjá, csak nevében: olykor a császárkorban a Római Birodalom is birtokolt egy Assyria nevű keleti provinciát.

## Gazdasága
Félnomád és transzhumáló pásztorkodást folytattak. Mezőgazdaságuk gyenge, mert a dombos földeken az alsó-mezopotámiai típusú öntözést nem lehetett megoldani, ezért az állattenyésztés volt a fő profil. A birkatartás mellékterméke, a gyapjú vált Asszíria legjelentősebb kiviteli termékévé az óasszír kereskedelem korában. Ekkorra a távolsági kereskedelem közvetítőjévé is lett, Alsó-Mezopotámián keresztül a Zagrosz környékével is kapcsolatban álltak és összekötötték a Kaukázust, Szíriát és Anatóliát. A csereáru kő, rézérc és ólom volt főleg.

### A kereskedelem és a gazdaság összeomlása
Az óasszír kereskedelemnek több tényező vetett véget nem sokkal annak kezdete után, alig néhány nemzedéknyi időre birtokolták a kereskedelmi monopóliumokat. Anatóliában létrejött a Hettita Birodalom, Mezopotámiában pedig az Óbabiloni Birodalom. Asszíria mindkét oldalán lezárultak a szabad kereskedelem lehetőségei. Újabb érclelőhelyek feltárásaival megingott a szilárd réz–ón cserearány, ezért a továbbiakban már nem érte meg több száz kilométert utazni.
Asszíria a továbbiakban a hódítások útjára lépett, mivel semmilyen más gazdasági lehetősége nem volt.

## Vallása
Az asszírok és Mezopotámia vallására vonatkozó ismereteink egyik fő forrása Assur-bán-apli Kr. e. 7. századból származó, de jóval korábbi hagyományokat őrző, híres ninivei agyagtábla-könyvtára , amely az ásatások során az utókor birtokába került.